# 元帅小屋

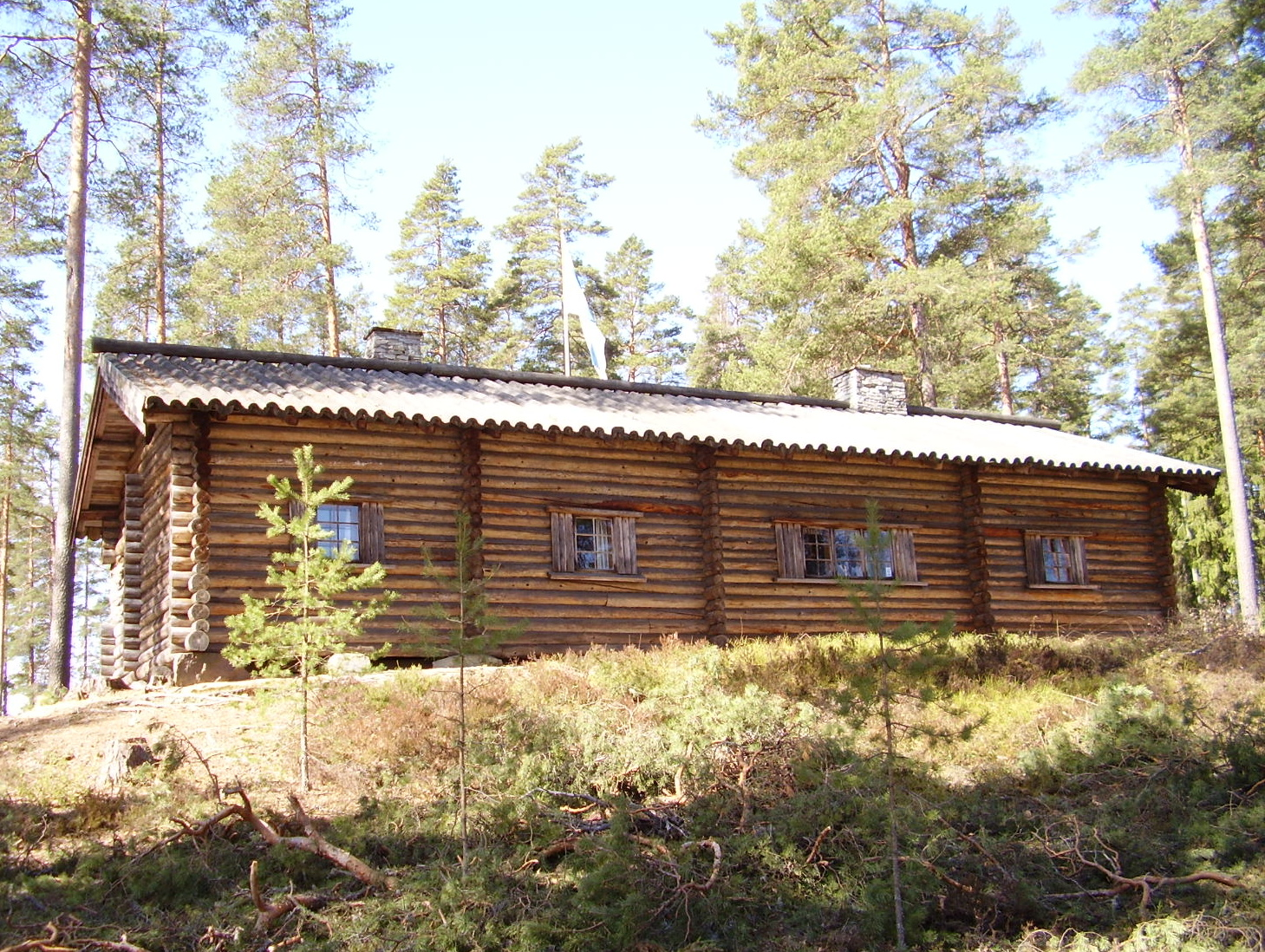
曼纳海姆的狩猎小屋

元帅小屋（芬蘭語：Marskin Maja），即芬兰元帅曼纳海姆狩猎小屋（芬蘭語：Suomen Marsalkka Mannerheimin Metsästysmaja），现今为位于芬兰坎塔海梅區洛皮市镇的博物馆及餐馆。最初时该狩猎小屋及院内建筑是1942年第14师送给曼纳海姆的生日礼物，当时位于东卡累利阿的鲁卡耶尔维。元帅小屋的整体包括由枯立木建成的狩猎小屋、捕鱼小屋和桑拿房。

## 历史
这些小屋是1942年继续战争时第14师战士送给曼纳海姆元帅75岁的生日礼物。狩猎小屋原本位于当时芬兰占领的东卡累利阿列克索澤羅湖畔（芬兰语称为列克萨湖）。小屋的设计者为建筑师埃诺·皮特凯宁中尉。他还设计了小屋内除纺织品之外的室内装潢。小屋在1942年6月5日与礼品证书一起交付给曼纳海姆。
继续战争末期狩猎小屋被拆除，但保存了原有的枯立木，并在未来的国界线西侧寻找新址。1945年五六月份同一批建筑者在洛皮市镇内的普内利亚湖畔重新建好小屋。1945年6月21日曼纳海姆第一次抵达此处，第14师师长拉帕纳少将在庆祝仪式上将钥匙交给曼纳海姆。由于时任芬兰总统职位及健康原因，曼纳海姆来过位于新址的小屋有资料记载的只有八次，最后一次是1948年9月。
由于废置不用，曼纳海姆在1948年将小屋捐赠给芬兰猎人协会。但对该协会来说，小屋也没有什么用途。有趣的是，虽然名为狩猎小屋，但曼纳海姆从未在此打猎过。最后四个军官协会共同成立了一个专门维护小屋的协会，买下了小屋及地皮，并改建为博物馆。自1959年起元帅小屋在夏季时对公众开放。小屋有一个外部门廊、一间带有壁炉的大客厅、厨房、元帅的卧室以及卫官和信使的房间。屋顶最初时为泥炭屋顶，但后来改为现今的桦树皮屋顶。